# Глорія Стюарт
Гло́рія Фре́нсіс Стю́арт (англ. Gloria Frances Stuart; нар. 4 липня 1910, Санта-Моніка, Каліфорнія — пом. 26 вересня 2010, Лос-Анджелес) — американська акторка, активістка та художниця, автобіографка й довгожителька. За свою акторську кар'єру, яка тривала понад 70 років, Стюарт встигла попрацювати в театрі, в кіно, а також на телебаченні. Найвідомішими її ролями в кіно стали Флора Крейн в Чоловік-невидимка (1933), а також літньої Рози у фільмі-катастрофі Титанік (1997), за яку її номіновано на Золотий глобус та Оскар, ставши при цьому найстаршою акторкою, висунутою на премію Американської кіноакадемії.

## Біографія
Глорія Стюарт народилася 4 липня 1910 року в Санта-Моніці, штат Каліфорнія, в родині Еліс Воган Дейдрік Стюарт, і адвоката Френка Стюарта, який загинув через 9 років після її народження. Виховання Глорії та її молодшого брата Френка виявилася для матері важкою ношею, і незабаром вона одружилася з Фредом Фінчем, власником місцевого похоронного бюро. Вітчим Глорії мав британське коріння і носив шотландське королівське прізвище, однак Глорія, почавши акторську кар'єру змінила прізвище на попереднє, Стюарт, вважаючи, що воно краще виглядатиме на афішах.
Вона закінчила місцевий коледж в 1927, після якого одразу вступила в Каліфорнійський університет, Берклі.

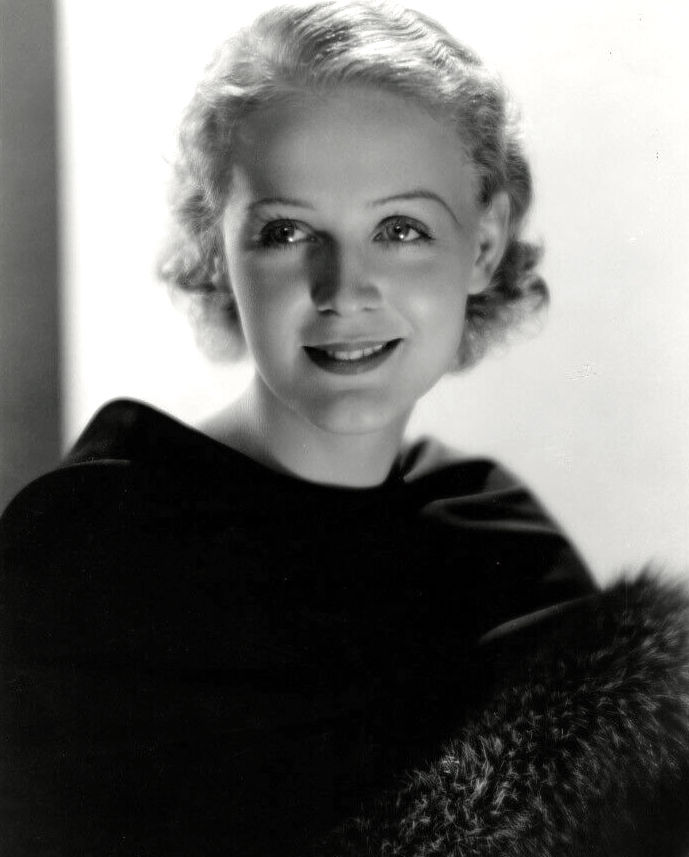
Глорія Стюарт у 1932 році

Після коледжу Стюарт працювала в театрі «Пасадена», а в 1932 підписала контракт з Universal Studios. Її помітив режисер Джеймс Вейл і вона знялася в його фільмах Старий темний дім (1932), Чоловік-невидимка (1933) і Поцілунок перед дзеркалом (1933).
Але її кар'єра в Universal Studios розвивалася повільними темпами, і Стюарт перейшла на студію 20th Century Fox. До кінця 1930-х вона знялася вже в понад 40 фільмах, серед найвідоміших Римські скандали (1933) і Ребекка з ферми Саннібрук (1938).
В 1934 акторка одружилася зі сценаристом Артуром Шікманом. В 1935 народила дочку Сільвію. У роки Другої світової війни Стюарт майже не знімалася. Вона влаштувалася на роботу в магазині Dcor Ltd., де продавала меблі. Після війни вона давала різкі відмови на всі пропозиції про зйомки, заявляючи, що втомилася від кіно. В 1954, живучи в Рапалло на італійській Рив'єрі, вона захопилася живописом. Перший показ її робіт відбувся в престижній галереї Hammer в Нью-Йорку, і незабаром її твори виставлялися вже всюди в Європі і США.
В 1975, після 30-річної перерви, вона повернулася до акторської кар'єри, з'явившись в телевізійному фільмі Легенда про Ліззі Борден, і протягом наступних кількох років регулярно знімалася в різних телевізійних проєктах. Її повернення на великий екран відбулося в 1982 у фільмі Мій найкращий рік з Пітер О'Тул у головній ролі.
Величезну популярність Глорія Стюарт досягла вже у віці 87 років, зігравши роль 100-річної Рози Дьюітт у фільмі Джеймса Камерона Титанік (1997). За цю роль акторка була номінована на Оскар і Золотий глобус, а також удостоєна премії Гільдії кіноакторів США і премії Сатурн.
В 1999 була опублікована автобіографія акторки Я тільки продовжую сподіватися (I Just Kept Hoping), а в 2000 році вона була удостоєна зірки на Голлівудській алеї слави. В 2001 Стюарт з'явилася в епізодичній ролі в телефільмі за мотивами серіалу Вона написала вбивство, а також зіграла невелику роль у драмі Готель «Мільйон доларів» (2000). В останній раз на великому екрані вона з'явилася в 2004 у фільмі Віма Вендерса Земля достатку (2004). В останні роки акторка вже не знімалася а тільки давала рідкісні інтерв'ю для документальних фільмів.
В 2005 в акторки виявили рак легенів, але попри це вона намагалася не звертати великої уваги на важку недугу. 21 червня 2010 напередодні столітнього ювілею Глорія Стюарт отримала спеціальний приз-нагороду Американської гільдії кіноакторів за «безмежну відданість кінематографу». 4 липня того ж року акторка відзначила столітній ювілей у художній галереї ACE в Беверлі-Хіллз. Серед гостей були присутні Джеймс Камерон з дружиною Сьюзі Еміс, Френсіс Фішер, Ширлі Маклейн і Том Арнольд.
Глорія Стюарт померла у віці 100 років від дихальної недостатності 26 вересня 2010 в своєму будинку в Лос-Анджелесі.

## Фільмографія
1. 1932: Вулиця жінок / Street of Women — Доріс Додо Болдвін
2. 1932: Back Street (в титрах не вказана)
3. 1932: Всі американці / The All American — Елен Стеффенс
4. 1932: Старий темний дім / The Old Dark House — Маргаре Вейвертон
5. 1932: Авіапошта / Airmail — Рут Барнс
6. 1933: Той що сміється в пеклі / Laughter in Hell — Лорейн
7. 1933: Підмітання / Sweepings — Фібі
8. 1933: Рядовий Джонс / Private Jones — Мері Грегг
9. 1933: Поцілунок перед дзеркалом / The Kiss Before the Mirror — Люсі Бернсдорф
10. 1933: Дівчина в номері 419 / The Girl in 419 — Мері Доулен
11. 1933: Чудово бути живим / It's Great to Be Alive — Дороті Вілтон
12. 1933: Таємниця блакитної кімнати / Secret of the Blue Room — Ірене фон Гелдорф
13. 1933: Людина-невидимка / The Invisible Man — Флора Крейні
14. 1933: Скандал у Римі / Roman Scandals — принцеса Сільвія
15. 1934: Кохана / Beloved — Люсі Таррант Гаузманн
16. 1934: Мені так подобається / I Like It That Way — Енн Роджерс
17. 1934: Я розповім світові / I'll Tell the World — Джейн Гемілтон
18. 1934: Полонене кохання / The Love Captive — Еліс Траск
19. 1934: До справи береться флот / Here Comes the Navy — Дороті «Дот» Мартін
20. 1934: Подарунок Геба / Gift of Gab — Барбара Келтон
21. 1935: Можливо, це любов / Maybe It's Love — Боббі Гейлеві
22. 1935: Золотошукачі 1935 року / Gold Diggers of 1935 — Енн Прентісс
23. 1935: Хлопчина / Laddie — Памела Прайор
24. 1935: Професійний солдат / Professional Soldier — Графиня Соня
25. 1936: В'язень острова акул / The Prisoner of Shark Island — місіс Пеггі Мадді
26. 1936: Злочин доктора Форбса / The Crime of Dr. Forbes — Елен Ґодфрі
27. 1936: Бідна, маленька багата дівчинка / Poor Little Rich Girl — Маргарет Аллен
28. 1936: 36 годин на вбивство / 36 Hours to Kill — Енн Марвіс
29. 1936: Дівчина на першій сторінці / The Girl on the Front Page — Джоан Ленгфорд
30. 1936: Розшукується! Джейн Тернер / Wanted: Jane Turner — Доріс Мартін
31. 1937: Дівчина за бортом / Girl Overboard — Мері Чесбрук
32. 1937: Леді втікає / The Lady Escapes — Лінда Райан
33. 1937: Життя починається в коледжі / Life Begins in College — Джанет О'Хара
34. 1938: Зміна серця / Change of Heart — Керол Мердок
35. 1938: Ребекка з ферми Саннібрук / Rebecca of Sunnybrook Farm — Ґвен
36. 1938: Острів на небесах / Island in the Sky — Джулі Гейс
37. 1938: Продовжуй сміятись / Keep Smiling — Керол Волтерс
38. 1938: Тайм-аут для вбивства / Time Out for Murder — Марджі Росс
39. 1938: Леді Об'єкти / The Lady Objects — Енн Адамс Гейвард
40. 1939: Три мушкетери / The Three Musketeers — королева Анна
41. 1939: Переможець бере все / Winner Take All — Джулі Гаріссон
42. 1939: Це могло статися з вами / It Could Happen to You — Доріс Вінслоу
43. 1943: Ось приходить Елмер / Here Comes Elmer — Ґленда Форбс
44. 1944: Свистун / The Whistler — Еліс Уокер
45. 1944: Ворог жінок / Enemy of Women — Берта
46. 1946: Вона написала книгу / She Wrote the Book — Філіс Фаулер
47. 1982: Мій найкращий рік / My Favorite Year — місіс Горн
48. 1984: Масове звернення / Mass Appeal — місіс Керрі
49. 1986: Дикі кішки / Wildcats — місіс Коннолі
50. 1997: Титанік / Titanic — Роза Доусон Келверт
51. 1999: Любовний лист / The Love Letter — Елеонора
52. 1999: Хроніки «Титаніка» / The Titanic Chronicles — Гелен Бішоп
53. 2000: Готель «Мільйон доларів» / The Million Dollar Hotel — Джессіка
54. 2004: Земля достатку / Land of Plenty — стара леді

## Телебачення
- Легенда про Ліззі Борден / The Legend of Lizzie Borden (1975)
- Adventures of the Queen (1975)
- The Waltons (1975; гостя)
- Flood! (1976)
- In the Glitter Palace (1977)
- The Incredible Journey of Doctor Meg Laurel (1979)
- The Best Place to Be (1979)
- The Two Worlds of Jennie Logan (1979)
- Merlene of the Movies (1981)
- Вона написала вбивство / Murder, She Wrote (1987; гостя)
- Shootdown (1988)
- Murder, She Wrote: The Last Free Man (2001)
- The Invisible Man (2001; гостя)
- Touched by an Angel (2001; гостя)
- General Hospital (акторський склад, 2002-03)
- Miracles (2003; гостя)
- A History of Horror with Mark Gatiss (2010; інтерв'ю в першій частині)